# Mary Doyle Curran
Mary Doyle Curran (10 de mayo de 1917 - 1981) fue una poeta, novelista y profesora estadounidense. Su obra, descrita por la poeta Anne Halley como «obsesionada» por cuestiones de género, etnia y clase, incluía muchos poemas y una novela que trataba sobre la vida irlandesa-estadounidense.

## Biografía
Curran nació como Mary Doyle en Holyoke, Massachusetts, y se educó en la Universidad de Massachusetts. Se casó con George Curran en 1940; no tuvieron hijos y luego se divorciaron. Curran obtuvo su doctorado en inglés en la Universidad de Iowa en 1946 y enseñó en Wellesley College y Queens College antes de dirigir el programa de estudios irlandeses en la Universidad de Massachusetts Boston.
Mientras estuvo en Queens, sus alumnos incluyeron al poeta Lloyd Schwartz, quien informó después de su muerte que incluía a poetas contemporáneos como Robert Lowell, Elizabeth Bishop, James Wright y Richard Wilbur en su estudio de la literatura estadounidense a pesar de que «no se suponía que debía hacerlo». Otro estudiante en Queens fue el activista de derechos civiles Andrew Goodman; después del asesinato de Goodman, Curran encontró entre sus papeles un poema que había escrito para su clase, A Corollary to a Poem by A. E. Housman («Un corolario de un poema de A. E. Housman»), y lo publicó en The Massachusetts Review; también fue publicado en The New York Times.
Su obra más influyente fue The Parish & the Hill, una novela publicada en 1948. En una reseña del New York Times, Mary McGrory la describe como «un libro audaz» y «una novela parecida a un álbum compuesta de imágenes sin retocar de tres generaciones de una familia irlandesa-estadounidense... escritas en un tono vehemente y muy partidista». En una entrevista con el Boston Post, Curran dijo: «es mi familia de quien estoy escribiendo». Posteriormente la novela ha sido entendida en un contexto feminista; como dice un crítico, la «fuerza personal de la protagonista y su voz narrativa reflejan la honestidad de una herencia matrilineal cooperativa, un legado que contrasta continuamente con el patrimonio competitivo de hipocresía y afectación dividido entre los miembros masculinos de su familia». Fue reeditada por Feminist Press en 1986 y, al 2022, permanece impresa.
En el momento de su muerte en 1981, había estado trabajando en una compilación prevista de su obra inédita, parte de la cual había sido rechazada décadas antes debido a su preocupación «por la frustración y la muerte», con el título The Paper City («La ciudad de papel»).